# 뉴욕의 기

뉴욕기

뉴욕 시장기

뉴욕의 기(旗)는 파란색, 하얀색, 오렌지색으로 이루어진 삼색기로, 중앙에 파란 장(章)이 들어가있다. 삼색기의 디자인은 1625년 네덜란드 공화국의 뉴암스테르담에서 사용되던 왕자의 기에서 유래한다.

## 역사
현재 깃발은 1664년 (잉글랜드 왕국령 시대)부터 1625년 시장(章)이 수정되고시 장에 Sigillum Civitatis Novi Eboraci (뉴욕 시장(章))라는 라틴어로 기록되어 옵션과 함께 1977년 12월 30일부터 채용되었다.

## 시장기
뉴욕 시장 사무실은 시장(章)에 푸른 5개의 별 (5개 행정구)이 붙은 자신의 공식 깃발을 가지고 있다.

## 상징
- 독수리: 미국의 상징
- 아메리카 인디언: 이 지역의 원주민
- 선원: 이 지역 식민지 사람
- 비버: 뉴욕 (원래는 뉴암스테르담)의 첫 번째 회사인 네덜란드 서인도 회사의 상징
- 풍차: 네덜란드 식민지 시대의 번영한 산업
- 밀가루 통: 산업
- 1625: 네덜란드에 의해 뉴암스테르담이 설립된 년도

## 사용
중앙의 장(章)은 가끔 없앤 채로 간단하게 파란색, 하얀색, 오렌지색의 삼색기로 사용되 경우도 있다. 깃발은 시내 곳곳에서 자주 사용되고 있다. 뉴욕 시청 및 기타 행정 빌딩에서는 항상 걸려있다. 깃발은 또한 많은 공공 및 사립 건물, 개인 주거, 공원, 양키 스타디움에도 사용되고 있다.